# Kirche von Messukylä

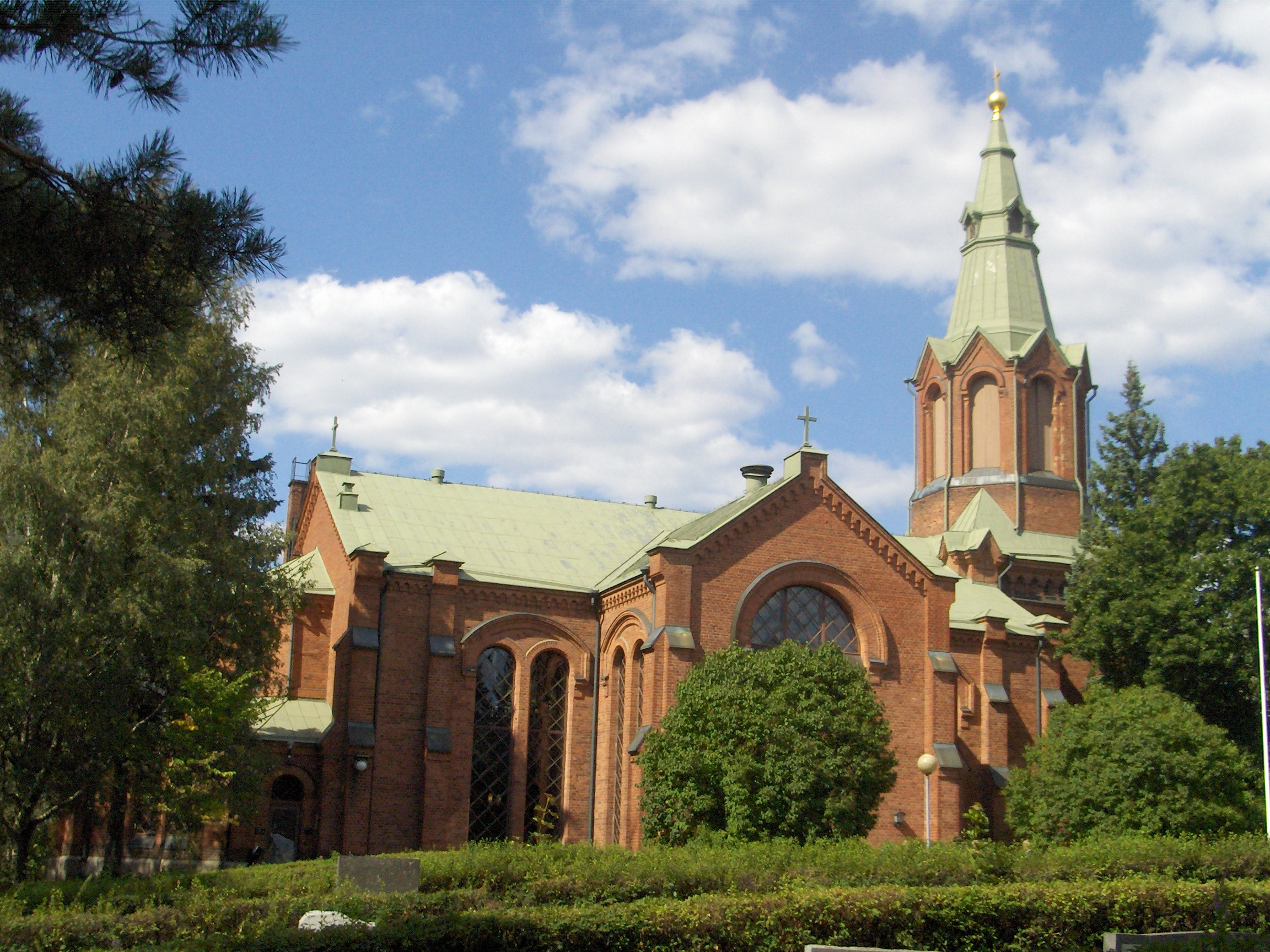
Die Kirche von Messukylä

Die Kirche von Messukylä ist eine aus Rotziegeln im neugotischen Stil gemauerte Langkirche im Stadtteil Messukylä der finnischen Stadt Tampere.

## Geschichte
Die Kirche wurde 1879 nach Plänen von Theodor Höijer errichtet und ersetzte die zu jener Zeit verfallene Alte Kirche.
Am nördlichen Ende der Kirche steht ein Turm, am südlichen Ende gibt es einen mehrstöckigen Chor, umgeben von einer mehrstöckigen Sakristei. Die Fenster sind hoch und mit Bögen abgeschlossen, durch sie werden sowohl der Kirchensaal als auch die Emporen beleuchtet. An den Außenwänden stehen Stützpfeiler, die jedoch keine bautechnische Bedeutung haben, weil die Kirche ein Holzdach besitzt.
In der Kirche gibt es Plätze für 790 Personen. Das Altargemälde ist von Alexandra Frosterus-Såltin 1888 gemalt worden und heißt Kanaanäische Frau. Eine von den zweien Kirchenglocken ist 1839 gegossen worden, das Herstellungsjahr der anderen Glocke ist unbekannt.
Im Kirchengarten liegt unter anderem der Schriftsteller Kalle Päätalo begraben.